# Höja
För andra betydelser, se Höja (olika betydelser).
Höja är ett område i Malmö, med både småhus och flerfamiljshus. 
Området ligger mellan Inre ringvägen och Agnesfridsvägen, norr om Amiralsgatan. Det består till största delen av Riksbyggen-bostadsrättsföreningarna:
- Gula Höja
- Röda Höja
- Vita Höja

Höja är Malmös högsta naturliga punkt.

## Höjaskolan
På området finns Höjaskolan som är en skola med klasser från förskola till och med högstadium. 
Runstyckets förskola och Västra Skrävlinge fritidshem finns också i området.
|  |  |